# 岐阜市立徹明小学校
岐阜市立徹明小学校（ぎふしりつ てつめいしょうがっこう）は、かつて岐阜県岐阜市に存在した公立小学校。

## 概要
岐阜市の中心地（岐阜駅より約600m）に位置し、校名は瑞龍寺の塔頭の臥雲院に開校した寺小屋の「徹明塾」に由来する。
校区の児童数減少を受け、2002年に岐阜市立小学校及び中学校の通学区域審議会により、「旧市内における岐阜立小学校及び中学校の通学区域のあり方について」の答申で木之本小学校との統廃合が提言された。その後2017年に両校を統合した岐阜市立徹明さくら小学校の開校により閉校した。
校舎は2021年4月に開校した岐阜市の公立の不登校特例校、岐阜市立草潤中学校に転用された。

### 姉妹校
当校は1982年よりブラジル・カンピーナスの学校と姉妹校を提携し、交流が行われていた。統合先の徹明さくら小学校でも交流は続けられている。

## 沿革
- 1872年（明治5年） - 瑞龍寺臥雲院に寺子屋を開くことを依頼、管長により徹明塾と命名される。
- 1873年（明治6年） - 厚見郡上加納村4番地に徹明舎として開校。同年に徹明義校に改称する。
- 1874年（明治7年） - 上加納村金津町に新築移転。徹明学校に改称する。
- 1886年（明治19年） - 上加納村徹明尋常小学校に改称する。
- 1889年（明治22年） - 7月1日 - 岐阜町、富茂登村、稲束村、小熊村、今泉村、及び上加納村北部[注釈 1]が合併し市制施行。岐阜市となる。徹明尋常小学校は岐阜市の管轄となるが、上加納村として残った地区の児童も通学する。
- 1894年（明治27年） - 上加納3番地[注釈 2]に新築移転。
- 1902年（明治35年） - 上加納北吉津町[注釈 3]に新築移転。
- 1903年（明治36年）4月1日 - 上加納村が岐阜市に編入される。
- 1909年（明治42年） - 白山尋常小学校を分離する。
- 1919年（大正8年） - 市内金岡町（後の金宝町4丁目）に新築移転。
- 1922年（大正11年） - 徹明尋常高等小学校に改称する。梅林尋常小学校を分離する[注釈 4]。
- 1927年（昭和2年） - 本郷尋常小学校[注釈 5]を分離する。
- 1938年（昭和13年） - 木之本尋常小学校を分離する。
- 1941年（昭和16年）4月1日 - 徹明国民学校に改称する。
- 1945年（昭和20年）7月9日 - 岐阜空襲により校舎を全焼する。華陽国民学校の校舎を借り、2部授業で対応。
- 1946年（昭和21年） - 仮校舎が完成。
- 1947年（昭和22年）4月1日 - 岐阜市立徹明小学校に改称する。
- 1949年（昭和24年） - 校舎（木造2階建）が完成。
- 1962年（昭和37年） - 校歌制定。（作詞：薮田義雄・作曲：松本民之助）
- 1980年（昭和55年） - 新校舎（鉄筋コンクリート造3階建）が完成。
- 1982年（昭和57年） - カンピーナス（ブラジル）との姉妹都市提携に伴う交流教室の設営。
- 2017年（平成29年）
  - 3月18日 - 閉校式。
  - 3月31日 - 木之本小学校との統合により、閉校。

## 校区内周辺
- 金神社
- 金公園

## 関係者

### 出身者
- くまのきよみ（作詞家）- 徹明さくら小学校校歌の作詞を行う[5]。